# Pattinaggio di velocità agli VIII Giochi olimpici invernali - 500 m femminile
La competizione dei 500 m femminili di pattinaggio di velocità agli VIII Giochi olimpici invernali si è svolta il giorno 20 febbraio 1960 sulla pista del  Olympic Skating Rink a Squaw Valley.

## Risultati
| Pos.    | Atleta              | Nazione          | Tempo | Note            |
| ------- | ------------------- | ---------------- | ----- | --------------- |
| Oro     | Helga Haase         | Germania         | 45"9  | Record olimpico |
| Argento | Natal'ja Dončenko   | Unione Sovietica | 46"0  |                 |
| Bronzo  | Jeanne Ashworth     | Stati Uniti      | 46"1  |                 |
| 4       | Tamara Rylova       | Unione Sovietica | 46"2  |                 |
| 5       | Hatsue Nagakubo     | Giappone         | 46"6  |                 |
| 6       | Klara Guseva        | Unione Sovietica | 46"8  |                 |
| 6       | Elwira Seroczyńska  | Polonia          | 46"8  |                 |
| 8       | Fumie Hama          | Giappone         | 47"4  |                 |
| 9       | Doreen Ryan         | Canada           | 47"7  |                 |
| 10      | Kathy Mulholland    | Stati Uniti      | 47"9  |                 |
| 11      | Iris Sihvonen       | Finlandia        | 48"1  |                 |
| 12      | Helena Pilejczyk    | Polonia          | 48"2  |                 |
| 13      | Françoise Lucas     | Francia          | 48"3  |                 |
| 14      | Eevi Huttunen       | Finlandia        | 48"6  |                 |
| 15      | Christina Lindblom  | Svezia           | 48"7  |                 |
| 16      | Jeanne Omelenchuk   | Stati Uniti      | 49"3  |                 |
| 17      | Peggy Robb          | Canada           | 50"0  |                 |
| 18      | Sigrit Behrenz      | Germania         | 50"2  |                 |
| 19      | Yoshiko Takano      | Giappone         | 50"3  |                 |
| 20      | Natascha Liebknecht | Germania         | 51"4  |                 |
| 21      | Kim Gyeong-Hoe      | Corea del Sud    | 53"2  |                 |
| 22      | Han Hye-Ja          | Corea del Sud    | 53"8  |                 |
| -       | Elsa Einarsson      | Svezia           | Rit.  |                 |